# Mörkegöl (Åseda socken, Småland)
Mörkegöl är en sjö i Uppvidinge kommun i Småland och ingår i Alsteråns huvudavrinningsområde.